# Luiz Carlos de Almeida Peixoto
Luiz Carlos de Almeida Peixoto, detto Peixotinho (27 settembre 1947), è un ex cestista brasiliano.

## Carriera
Con il Brasile ha disputato i Campionati mondiali del 1974.